# Звіздаль (село)
Звіздаль — колишнє село в Україні. Знаходиться в Народицькому районі Житомирської області.
Підпорядковувалось Маломиньківській сільській раді. Виселено через радіоактивне забруднення внаслідок аварії на ЧАЕС. Населення в 1981 році — 360 осіб. Зняте з обліку 21 червня 1991 року Житомирською обласною радою. У селі були донедавна дві населені садиби. Станом на 2018 рік залишилась одна, де живе подружжя пенсіонерів.
17 листопада 1921 р. під час Листопадового рейду через Звіздаль, повертаючись із походу, проходили залишки Волинської повстанської групи (командувач — Юрій Тютюнник) Армії Української Народної Республіки.
У 1923—54 та 1985—90 роках — адміністративний центр Звіздальської сільської ради Базарського і Народицького районів.